# 10128 Bro
A 10128 Bro (ideiglenes jelöléssel 1993 FT31) a Naprendszer kisbolygóövében található aszteroida. Az UESAC program keretében fedezték fel 1993. március 19-én.